# Гадирзаде, Салам Дадаш оглы
Салам Гадирзаде (азерб. Salam Qədirzadə; 10 апреля 1923, Баку — 15 ноября 1987, Баку) — азербайджанский писатель, драматург.

## Биография
Салам Дадаш оглы Гадирзаде родился 10 апреля 1923 года в городе Баку.
С юных лет он увлекался литературой, посещал различные кружки, пробовал писать рассказы и строил планы об учебе на факультете философии по окончании школы. Но Великая Отечественная война внесла свои коррективы в эти планы, отложив их ровно на 5 лет.
В 1941 году юный выпускник бакинской школы № 150 добровольцем отправился на фронт. В период с 1941 по 1945 годы в составе советской армии принимал участие в боях на Северном Кавказе, Кубани, Западной Украине, Польше, Бессарабии, Румынии, Чехословакии, Германии. За проявленные доблесть и отвагу был награждён Орденом Славы 3 степени, медалью «За Отвагу» и еще семью медалями. Воспоминания об этом периоде жизни впоследствии нашли свое отражение в целом цикле произведений.
Демобилизовавшись из армии после окончания войны, С. Гадирзаде работает на должности заместителя начальника ПТУ № 18, а в 1948 году поступает на заочное отделение филологического факультета Азербайджанского Государственного Университета и одновременно работает ответственным секретарем местных передач Центрального радио.
В 1949 году по направлению Союза Писателей Азербайджана его направляют на учебу в Москву, в Литературный институт им. Горького. Первая же повесть юного писателя, написанная им в качестве дипломной работы, была выпущена отдельной книгой московским издательством «Детгиз».
Здесь же в Москве Салам Гадирзаде женится и по завершении образования в 1952 году возвращается вместе с женой в Баку. На протяжении 8 лет он работает ответственным секретарем журнала «Азербайджан» — органа Союза Писателей Азербайджана. В 1960 году его назначают ответственным секретарем сатирического журнала «Кирпи», где он работает до 1966 года.
В период 1975—1976 годы Салам Гадирзаде является консультантом по драматургии Союза Писателей Азербайджана, а в 1976 году его назначают главным редактором журнала «Кирпи», где он работает до 1980 года.
На очередном Съезде Писателей Азербайджана, проводившемся при участии Гейдара Алиева, бывшего в тот период времени первым секретарем ЦК КП Азербайджана, Гадирзаде выбирают членом правления СП Азербайджана.
С. Гадирзаде — автор более 35 книг. Романы «Зимняя ночь», «46 фиалок», «У нас в селе есть красавица» и др. в 1970—1980-е годы были настоящими бестселлерами. Читатели с нетерпением ждали от автора новых произведений, которые неизменно печатались самыми большими тиражами.
Салам Гадирзаде известен и как драматург: его пьесы ставились не только в театрах республики, но а далеко за пределами Азербайджана, в том числе, на Украине, в Молдове и др. странах. Комедии «Где ты, холостяцкая жизнь», «Хамиша-ханум», «Ширинбала набирает балы», «Гремящая любовь» и по сей день не теряют своей актуальности. Рассказы Гадирзаде открыли целую страницу в истории азербайджанской литературы, заложив основы новой школы сатириков.
Салам Гадирзаде прожил творчески насыщенную короткую жизнь. Он умер 15 ноября 1987 года. Название его последней книги, которую ему так и не суждено было увидеть напечатанной, удивительно символично — «Каждый день уходит из жизни».